# Oscar Furuhjelm
Knut Oscar Furuhjelm, född 21 november 1880 i Warszawa, död 6 april 1963 i Helsingfors, var en finlandssvensk konstnär. Han var son till översten Rolf Furuhjelm och polskan Wanda Zeydel. Oscar Furuhjelm växte upp i Vasa där hans far Rolf var den sista kommendören för Vasa Skarpskyttebataljon. Oscar Furuhjelms farbror  Edvard Furuhjelm var kommendör för Uleåborgs Skarpskyttebataljon. Oscar Furuhjelm var sonson till Knut Furuhjelm. 
Furuhjelm studerade 1900–1902 vid Polytekniska institutet i Helsingfors och därefter vid Det Kongelige Danske Kunstakademi i Köpenhamn 1902–1904 samt i München och Berlin. Han var från 1914 konstnärlig medarbetare i företaget Öflund & Pettersson och övergick vid fusionen 1918 till Oy Tilgmann Ab, vars förlagsavdelning Bildkonst han förestod 1928–1952. Han var en beundrad serietecknare. Han utgav i början av seklet en egen skämttidning Movitz, medarbetade i Garm och tillhörde skämttidskriften Kerberos redaktion. Han deltog i Humoristernas utställning i Stockholm 1933. Furuhjelm ligger begraven på Sandudd i Helsingfors tillsammans med sin syster Viola och deras mor Wanda.

## Utmärkelser
- Riddartecknet av Finlands Vita Ros’ orden,  1944[1]
- Finlands Röda Kors’ förtjänstmedalj i brons[1]
- Vinterkrigets minnesmedalj[1]
- Förtjänstmedaljen för befolkningsskyddsarbete av 2. klass med spänne[1]

[Redigera Wikidata]